# نیکول کالفان
نیکول کالفان (فرانسوی: Nicole Calfan‎؛ زادهٔ ۴ مارس ۱۹۴۷) یک هنرپیشه، و نویسنده اهل فرانسه است.
از فیلم‌ها یا برنامه‌های تلویزیونی که وی در آن نقش داشته است می‌توان به سه تفنگدار، بورسالینو، سگ‌ها، باند، چهار تفنگدار و فرانک ریوا اشاره کرد.